# Kōji Sasaki
Kōji Sasaki (jap. 佐々木 康治, Sasaki Kōji; * 30. Januar 1936) ist ein ehemaliger japanischer Fußballspieler.

## Nationalmannschaft
1958 debütierte Sasaki für die japanische Fußballnationalmannschaft. Sasaki bestritt 14 Länderspiele und erzielte dabei ein Tor.